# Giuseppe Tresca
Giuseppe Tresca (* 1710 in Sciacca; † 1795 in Palermo) war ein italienischer Maler des Spätbarock auf Sizilien.

## Leben
Seine künstlerische Grundausbildung erhielt er vom Vater Calogero, einem weniger bedeutenden Künstler in Sciacca. Im Anschluss ging er zu  Sebastiano Conca nach  Rom, einem der wichtigsten Vertreter des klassizistischen Spätbarock. Zurück auf Sizilien erhielt Tresca zahlreiche Aufträge für Fresken und Tafelbilder. 
Er war einer der Lehrer von Giuseppe Velasco.

## Werke
- Chiesa Madre (Castellammare): Fresken im Chor, an Decke und Wänden mit Szenen des Alten Testaments (bezeichnet „Joseph Tresca fecit A.D. 1767“)
- Parocchia San Michele Arcangelo (Longi): Tafelbild “Jüngstes Gericht” (1755)
- Chiesa Madre (Capaci): Fresken “Triumph der Jungfrau” und “Marienkrönung” (1753)
- Chiesa Madre (Messina): Mehrere Tafelbilder
- Chiesa Santa Caterina (Messina): Tafelbild „Madonna und Kind“ (1753)
- Chiesa Madre (Galati Mamertino) mehrere Tafelbilder